# Palazzo Silva di Biandrate
Palazzo Silva di Biandrate (conosciuto anche come Palazzo Silva) è un palazzo seicentesco di Milano, totalmente stravolto nei suoi interni nel corso degli anni sessanta del Novecento. Storicamente appartenuto al sestiere di Porta Comasina, si trova in via del Lauro 9.

## Storia e descrizione
Palazzo Silva di Biandrate - fra i più eleganti del Seicento milanese - sorgeva imponente all'imbocco dell'antica contrada del Lauro. Si contraddistingue per la facciata seicentesca, particolarmente robusta, con un portale di ceppo gentile ed archivolto a linea spezzata, sorretto nei risalti da mensole; due mensole sostengono inoltre un balcone a balaustri barocchi fra pilastrini. Particolarmente di rilievo la balconata d'angolo con parapetto in ferro battuto a disegno, sostenuta da mensole di granito. Il palazzo appartenne alla nobile famiglia dei Silva ed ebbe modo di ospitare la ricca biblioteca personale di Donato II Silva (ereditata poi dal nipote Ercole), le ricche collezioni d'arte (fra cui erano segnalate anche le tempere dell'Appiani raffiguranti Il mito di Europa) e la raccolta numismatica (che sarebbe poi finita nel Palazzo Visconti Aimi in via Filodrammatici 10). Una lapide, fatta apporre da Carlo Ghirlanda Silva (pronipote di Ercole Silva) in segno di omaggio e devozione verso i propri predecessori ricorda Donato II Silva (1690-1779), illustre letterato, e suo nipote Ercole Silva (1756-1840), anch'egli letterato, autore Dell'arte dei giardini inglesi (1801) e promotore in Italia del giardino all'inglese, assurgendo a modello il parco della propria Villa a Cinisello, primo esempio di questo tipo in Italia.
Il palazzo, pur presentandosi sostanzialmente intatto esteriormente ha subito nel corso degli anni sessanta profondi interventi di riconfigurazione degli interni, che ne hanno distrutto l'originale sistemazione. Nel corso di alcuni scavi condotti nei sotterranei invece sono stati rinvenuti i resti di un'aula absidata di epoca imperiale, detta domus lauri, riconducibile a un edificio del I secolo con muri perimetrali in ciottoli e corsi di mattoni, forse dedicato al culto imperiale (così come lascerebbero intendere le statue di patrizi rinvenute non lontano). Vi sono inoltre tracce anche di un successivo edificio, risalente alla seconda metà del III secolo, facente probabilmente parte delle fortificazioni straordinarie della città allestite dall'imperatore Gallieno prima e da Aureliano poi per far fronte all'invasione degli Alamanni e dei Marcomanni. Qui, all'incrocio fra la via Broletto e la via Ponte Vetero sorgeva infatti l'antica Porta Comasina delle Mura romane di Milano.